# Neptosternus nuperus
Neptosternus nuperus är en skalbaggsart som beskrevs av Guignot 1954. Neptosternus nuperus ingår i släktet Neptosternus och familjen dykare. Inga underarter finns listade i Catalogue of Life.